# Sobrado dos Nogueiras
O Sobrado dos Nogueiras é uma construção histórica situada na praça Pedro Nogueira, na cidade de Irará. É considerado a edificação mais antiga da cidade e inicialmente funcionou como residência do construtor Pedro Nogueira e sua família. Neste prédio também nasceu Aristeu Nogueira Campos. Posteriormente serviu como colégio, paço municipal e câmara de vereadores. Desde 1983, o sítio passou a servir como sede da Casa da Cultura de Irará, entidade que empresta o nome ao sobrado e também incorporou a Biblioteca e o Arquivo Público Municipal. Encontra-se como estrutura histórica tombada pelo Instituto do Patrimônio Artístico e Cultural da Bahia (IPAC), órgão do governo do estado da Bahia, sob o Decreto n.º 8.357/2002.
O edifício foi construído em estilo colonial, mas com fachada inspirada na arquitetura francesa de sua época de construção. Ele é dividido em pavimentos térreo e primeiro andar e possui oito janelas na parte superior e sete no térreo, com a porta de entrada ao meio do prédio. Por causa de seu valor histórico e cultural, o Sobrado tornou-se um grande atrativo turístico ao município. Seu telhado desabou em janeiro de 2008. Com o prédio interditado foram suspensas as atividades culturais que aconteciam no mesmo. A Biblioteca e o Arquivo Público precisaram ser transferidas para outros locais. O Sobrado é um dos mais importantes marcos referenciais de Irará e a queda do telhado prejudicou a sua visualização.